# Szkacsány
Szkacsány (szlovákul Skačany) község Szlovákiában, a Trencséni kerületben, a Simonyi járásban.

## Fekvése
Simonytól 6 km-re északra, a Nyitrica partján.

## Története
Határában, a Pravda nevű sziklás hegyen állott Szkacsány vára, melyet 1410-től említenek a nyitrai püspökség birtokaként. Ma csak alapfalai láthatók. A falut 1078-ban és 1271-ben "Scachan", 1333-ban "Scatkhan" alakban említik. A nyitrai püspökséghez tartozott, majd 1777-től a nyitrai káptalan birtokolta. A középkorban önálló uradalmi központ volt, melyhez 14 falu tartozott. 1533-ban 30 portája adózott. 1715-ben 38 adózó háztartása létezett. 1767-ben 849 lakost számláltak a településen. 1828-ban 112 házában 779 lakos élt. A török támadásokat követően, a 16.–17. században megerősítették és nemesi joggal rendelkező mezőváros lett. Lakói földműveléssel, szőlőtermesztéssel, gyümölcs és sáfránytermesztéssel foglalkoztak. 1773-ban lakói panaszkodtak a császárnál a megemelt robot és adóterhek miatt. A településen több kézműves élt és dolgozott: 2 molnár, 2 cipész, szűcs, takács, kőműves, bognár és mészáros. 1834-ben országos vásártartási jogot kapott. 1865-ben Schick Lipót sörgyárat alapított itt, a sörgyártáshoz helyben termesztették a komlót. 1898-ban alakult hitelszövetkezete.
Vályi András szerint "SZKACSÁN. Tót Mezőváros Nyitra Várm. földes Ura a’ Nyitrai Káptalanbéli Uraság, lakosai katolikusok, fekszik a’ Bajmóczi járásban, hajdan sántzal vala körűlvéve; határja jó, szőleje termékeny, gyümöltse elég van, malma helyben, piatza Oszlányon, és Privigyén."
Fényes Elek szerint "Szkacsán, tót m. v. Nyitra vmegyében, Bars és Trencsén vármegyék közt, hol a vmegye szélessége csak egy órányi. Számlál 779 kath. lak. – Van kath. paroch. temploma; továbbá termékeny földje; szőlőhegye; vizimalma; erdeje; országos vására. – Lakosai közt sokan vannak ugynevezett sáfrányosok, kik mindenféle portékákkal egész országot bejárják. F. u. a nyitrai káptalan, s feje egy 13 helységből álló uradalomnak. Ut. p. Nyitra Zsámbokrét."
Nyitra vármegye monográfiája szerint "Szkacsány, barsi határszéli tót község a Belankavölgyben, 1091 tótajku, r. kath. vallásu lakossal. Postája helyben van, táviró- és vasúti állomása Nagy-Bélicz. A legrégibb községek egyike; a XI. század második felében már a nyitrai egyház birtoka volt. Kath. temploma 1804-ben épült. Kegyura a nyitrai káptalan, melynek itt nagy kiterjedésü birtokai vannak. A községben azelőtt más templom állott, mely azonban 1803-ban romba dőlt. A török világban itt váracs is volt. Ennek ma már kevés a nyoma. Egy kisdedóvó is van a községben, melyet a F. M. K. E. tart fenn."
A trianoni békeszerződésig Nyitra vármegye Nyitrazsámbokréti járásához tartozott. A háború után mezőgazdasági jellegű település lett. Két malma, téglagyára működött. A szlovák nemzeti felkelés idején, 1944. szeptember 7. és 12. között az itteni felkelők visszaverték a német csapatok támadását.

## Népessége
| Év:            | 1994. | 2004.   | 2014.   | 2024.   |
| -------------- | ----- | ------- | ------- | ------- |
| Emberek száma: | 1252  | 1274    | 1372    | 1327    |
| Eltérés:       |       | +1,75 % | +7,69 % | -3,27 % |

| Év:            | 2023. | 2024.   |
| -------------- | ----- | ------- |
| Emberek száma: | 1319  | 1327    |
| Eltérés:       |       | +0,60 % |

1880-ban 879 lakosából 6 magyar és 842 szlovák anyanyelvű volt.
1890-ben 1091 lakosából 11 magyar és 1063 szlovák anyanyelvű volt.
1900-ban 1143 lakosából 13 magyar és 1102 szlovák anyanyelvű volt.
1910-ben 1203 lakosából 282 magyar és 906 szlovák anyanyelvű volt.
1921-ben 1204 lakosából 12 magyar és 1180 csehszlovák volt.
1930-ban 1235 lakosából 1 magyar és 1226 csehszlovák volt.
1991-ben 1286 lakosából 1274 szlovák volt.
2001-ben 1293 lakosából 1288 szlovák és 1 magyar volt.
2011-ben 1301 lakosából 1214 szlovák volt.
2021-ben 1337 lakosából 20 magyar, 1 (+4) cigány, (+2) ruszin, 1300 (+3) szlovák, 15 (+2) egyéb és 1 ismeretlen nemzetiségű volt.

## Neves személyek
- Itt született 1860-ban Gaál Ferenc magyar zeneszerző.
- Itt szolgált Kámánházy László (1753-1817) váci püspök.
- Itt szolgált Tóth János (1856-1907) tanár, a kis szeminárium kormányzója, címzetes kanonok.

## Nevezetességei
- A Mindenszentek tiszteletére szentelt római katolikus templomát 1803-ban építették át klasszicista stílusban. Eredetileg a 13. században épülhetett. A templomot fal övezi.
- Barokk kápolnája 1731-ben épült.

## Külső hivatkozások
- E-obce.sk Archiválva 2009. augusztus 2-i dátummal a Wayback Machine-ben
- Községinfó
- Szkacsány Szlovákia térképén